# Armée des Alpes (1939)
Pour les articles homonymes, voir Armée des Alpes.
Au début de la Seconde Guerre mondiale, l‘armée des Alpes (4e armée française) désigne l'ensemble des divisions de l'Armée française stationnées dans les Alpes de décembre 1939 à juin 1940, soit trois divisions de montagne et deux divisions coloniales sous le commandement du général René Olry.
Cette armée est connue pour sa défense héroïque de la frontière franco-italienne lors de la bataille des Alpes, repoussant les divers assauts de l'Armée italienne et lui infligeant de lourdes pertes.
Elle est dissoute le 25 juin 1940, le lendemain de la signature de l‘armistice.
la 59e promotion de l'Ecole Militaire InterArmes porte son nom.

## Création et différentes dénominations
- Évocation à partir de 1927 d'un "front des Alpes" créé par décret à la mobilisation, et constitué de trois zones: Nord, Sud et maritime (Nice)
- Début 1929 : ce « front des Alpes » est renommé « armée des Alpes »
- Création : décembre 1939[1].
- Dissolution : 25 juin 1940[1].

## Historique des garnisons, campagnes et batailles
Composition au 10 mai 1940
En avril 1940, l’armée des Alpes ne dispose plus que de 176 000 hommes, dont 85 000 en première ligne.
À la veille de l'invasion, elle comprend 190 000 hommes et s'appuie sur des fortifications dénommées « ligne Maginot des Alpes ».
- Forces aériennes
  - Groupe de reconnaissance II/14 (GR II/14)

- 8e division d'infanterie coloniale (8e DIC - général Gillier)
  - 78e groupe de reconnaissance de division d'infanterie (78e GRDI)
  - 4e régiment d'infanterie coloniale (4e RIC)
  - 25e régiment de tirailleurs sénégalais (25e RTS)
  - 26e régiment de tirailleurs sénégalais (26e RTS)
  - 8e régiment d'artillerie coloniale tractée tous terrains (8e RACTTT)
  - 208e régiment d'artillerie lourde coloniale (208e RALC)

- Groupe de bataillon de chars 514 (GBC 514)
  - Bataillon de chars des troupes coloniales (BCTC), équipé de chars Renault FT

- 14e corps d'armée (général Beynet)
  - 20e groupe de reconnaissance de corps d'armée (20e GRCA)
  - 114e régiment d'artillerie lourde hippomobile (114e RALH)
  - Secteur défensif du Rhône
  - Secteur fortifié de la Savoie
  - Secteur fortifié du Dauphiné
  - 64e division d'infanterie alpine (64e DIAlp - général de Saint Vincent)
    - 55e groupe de reconnaissance de division d'infanterie (55e GRDI)
    - 299e régiment d'infanterie alpine (299e RIA)
    - 45e demi-brigade de chasseurs alpins (45e DBCA) composée des 87e, 93e et 107e BCA
    - 47e demi-brigade de chasseurs alpins (47e DBCA) composée des 86e, 91e et 95e BCA
    - 93e régiment d'artillerie de montagne (93e RAM)
    - 293e régiment d'artillerie lourde divisionnaire (293e RALD)

  - 66e division d'infanterie alpine (66e DIAlp - général Boucher)
    - 53e groupe de reconnaissance de division d'infanterie (53e GRDI)
    - 215e régiment d'infanterie (215e RI)
    - 281e régiment d'infanterie (281e RI)
    - 343e régiment d'infanterie (343e RI)
    - 9e régiment d'artillerie divisionnaire (9e RAD)
    - 209e régiment d'artillerie lourde divisionnaire (209e RALD)
- 15e corps d'armée (général Montagne)
  - 21e groupe de reconnaissance de corps d'armée (21e GRCA)
  - 113e régiment d'artillerie lourde hippomobile (113e RALH)
  - Secteur fortifié des Alpes-Maritimes
  - Secteur défensif de Nice
  - 65e division d'infanterie alpine (65e DIAlp - général de Saint Julien)
    - 54e groupe de reconnaissance de division d'infanterie (54e GRDI)
    - 203e régiment d'infanterie alpine (203e RIA)
    - 42e demi-brigade de chasseurs alpins (42e DBCA) composée des 89e, 98e et 100e BCA
    - 46e demi-brigade de chasseurs alpins (46e DBCA) composée des 102e, 104e et 105e BCA
    - 96e régiment d'artillerie de montagne (96e RAM)
    - 296e régiment d'artillerie lourde divisionnaire (296e RALD)

  - 2e division d'infanterie coloniale (2e DIC - général Maignan)
    - 72e groupe de reconnaissance de division d'infanterie (72e GRDI)
    - Régiment d'infanterie coloniale du Maroc (RICM)
    - 4e régiment de tirailleurs sénégalais (4e RTS)
    - 8e régiment de tirailleurs sénégalais (8e RTS)
    - 2e régiment d'artillerie coloniale (2e RAC)
    - 202e régiment d'artillerie lourde coloniale (202e RALC)

- Commandement supérieur de la défense de Corse (général Mollard)
  - 92e régiment d'artillerie de montagne (92e RAM)
  - 363e demi-brigade d'infanterie (363e DBI)
  - 373e régiment d'infanterie alpine (373e RIA)

## Les chefs de l'armée des Alpes

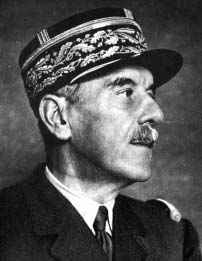
René Olry, le commandant en chef de l'armée des Alpes.

Du 5 décembre 1939 au 25 juin 1940, l'armée des Alpes est commandée par le général René Olry.
Son poste de commandement est établi à Valence, dans la Drôme.
Il est secondé par le général Montagne et le général Magnien qui prendront le commandement du SFAM.

## Sources et bibliographie
- Grandhomme, Jean-Noël. La Seconde Guerre mondiale en France. Éditions Ouest-France, Rennes, 2004, 127 pages
- Lachal, Philippe. Fortifications des Alpes - Leur rôle dans les combats de 1939-1945 - Ubaye-Ubayette - Restfond. Éditions du Fournel, 2007, 303 pages